# Японська хокейна федерація
Японська хокейна федерація (яп. 日本アイスホッケー連盟, англ. Japan Ice Hockey Federation, JIHF) — організація, яка займається проведенням на території Японії змагань з хокею із шайбою. Утворена у 1929 році, член ІІХФ з 26 січня 1930 року. У 1946 році Японія була виключена з ІІХФ і знову прийнята до неї 10 березня 1951 року. У країні — 133 майданчики зі штучним льодом (понад 80 критих) і близько 20,600 зареєстрованих гравців (з них 14,000 — дорослі). Найбільші палаци спорту: у Саппоро («Макоманай») — 8000 місць, Тамакомаї — 3000, Токіо («Сангава») — 2000. 

## Історія
Хокей із шайбою завезений до Японії англійцями на початку XX століття. У 1929 році команди міст Токіо, Васеда і Томакомаю заснували хокейну федерацію. Великий вплив на японський хокей справила канадська школа гри: в Японії виступало чимало хокеїстів Канади. У 1970-х роках японці звернулися за допомогою до радянських фахівців. 
Зі збірною країни працював М. Карпов, клубні команди тренували і грали в них В. Старшинов, Ю. Ляпкіних, В. Шадрін, Валерій Білоусов, Н. Шорін, Ю. Федоров, Х. Балдеріс, І. Гімал, С. Шепелєв. Японські хокеїсти почали регулярно зустрічатися із командами Сибіру і Далекого Сходу. У Японії працювали й грали чехословацькі фахівці та гравці. У 1984 році Японська хокейна федерація ухвалила рішення не дозволяти іноземцям виступати у складі клубів, але тренувати команди іноземні фахівці можуть. Усі команди виступають під патронажем різних фірм і нерідко носять назви цих фірм. 

## Турніри
Чемпіони національної ліги: «Кокудо» (Токіо) — 1975, 1982, 1988, 1992, 1993, 1995, 1998, 1999, «Одзі Сейсо» (Тамакомай) — 1976, 1977, 1980, 1981, 1983—1987, 1989—1991, «Сейба Тецудо» (Токіо) — 1978, 1979, 1996, 1997, «Нью-Одзі» (Тамакомай) — 1994. Команди другого дивізіону розділені на територіальні зони, переможці яких зустрічаються у фіналі. 
У січні розігрується Національний кубок (починаючи з середини 1930-х років), Переможець якого вважається чемпіоном країни. У цьому турнірі беруть участь 6 клубів першого дивізіону та іноді переможець студентської першості й переможець другого дивізіону. У розіграші Національного кубка грають за круговою системою. Після закінчення чемпіонату Національної ліги і розіграшу Національного кубка визначаються найкращий гравець турніру, символічна збірна «Всіх зірок», найрезультативніший новачок, найкоректніша команда, яка отримує приз «Справедливої гри». 
Серед дітей та юнаків хокей пропагується слабо. Лише в Тамакомаї є дитячі та юнацькі команди, Майже всі найкращі хокеїсти країни — вихідці з цього міста. 

## Гравці та національна збірна
Збірна Японії перший міжнародний матч провела у 1930 році на міжнародному турнірі у Давосі (Швейцарія) зі збірною Великої Британії (0:3), на чемпіонаті світу — 1 лютого 1930 року у Шамоні (Франція) зі збірною Польщі (0:5). Найкращий результат команди на чемпіонаті світу — 8-е (1957 і 1960), на зимових Олімпійських іграх — 8-е місце (1960). 
Найсильніші гравці Японії різних років: 
- воротарі: Т. Хонма, Т. Оцубо, М. Місава, К. Арайя, Т. Івамото, Ш. Івасаки, Д. Ніхеі, Д. Імоо;
- захисники: Т. Кікучі, Х. Хорі, К. Вакаса, К. Сузукі, Хіроюкі Міюра, Т. Міура, Т. Яманака, Тацукі Катаяма, Д. Даїкава;
- нападники: Т. Еморі, К. Ватанабе, С. Хонма, Т. Хікігі, Х. Куракава, К. Івамото, О. Вакабаясі, Ю. Хосіно, Н. Сузукі, Ш. Яхата, Р. Кувабара, Т. Сакаї, Ясунорі Івата, Х. Мацуура, Ц. Отомо.